# اريك فيلنر
اريك فيلنر (بالإنجليزية: Eric Fellner)‏ هو منتج أفلام بريطاني من مواليد 10 أكتوبر 1959.

## أعماله
أحد الأفلام التي انتجها هو فيلم بول.

## وصلات خارجية
اريك فيلنر على موقع IMDb (الإنجليزية)
- اريك فيلنر على موقع تيرنر كلاسيك موفيز (الإنجليزية)
- اريك فيلنر على موقع بوكس أوفيس موجو (الإنجليزية)
- اريك فيلنر على موقع قاعدة بيانات الأفلام السويدية (السويدية)
- اريك فيلنر على موقع قاعدة بيانات الفيلم (الإنجليزية)